# NGC 4526
NGC 4526 (другие обозначения — NGC 4560, IRAS12315+0758, UGC 7718, VCC 1535, MCG 1-32-100, ZWG 42.155, PGC 41772) — линзообразная галактика (SB0) в созвездии Дева.
Этот объект занесён в Новый общий каталог несколько раз, с обозначениями NGC 4526, NGC 4560.
В центре галактики находится сверхмассивная чёрная дыра массой 450 миллионов масс Солнц. Для оценки использовался новый метод определения центральной массы по градиенту скорости облака угарного газа.
В галактике вспыхнула сверхновая SN 1994D типа Ia. Её пиковая видимая звёздная величина составила 15,2.
В галактике вспыхнула сверхновая SN 1969E. Её пиковая видимая звёздная величина составила 16.